# Owens Lake

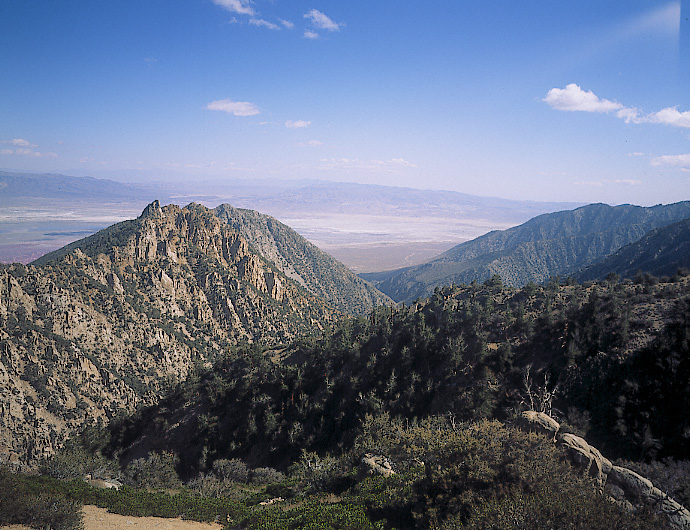
Owens Lake von der Horseshoe Meadows Road aus

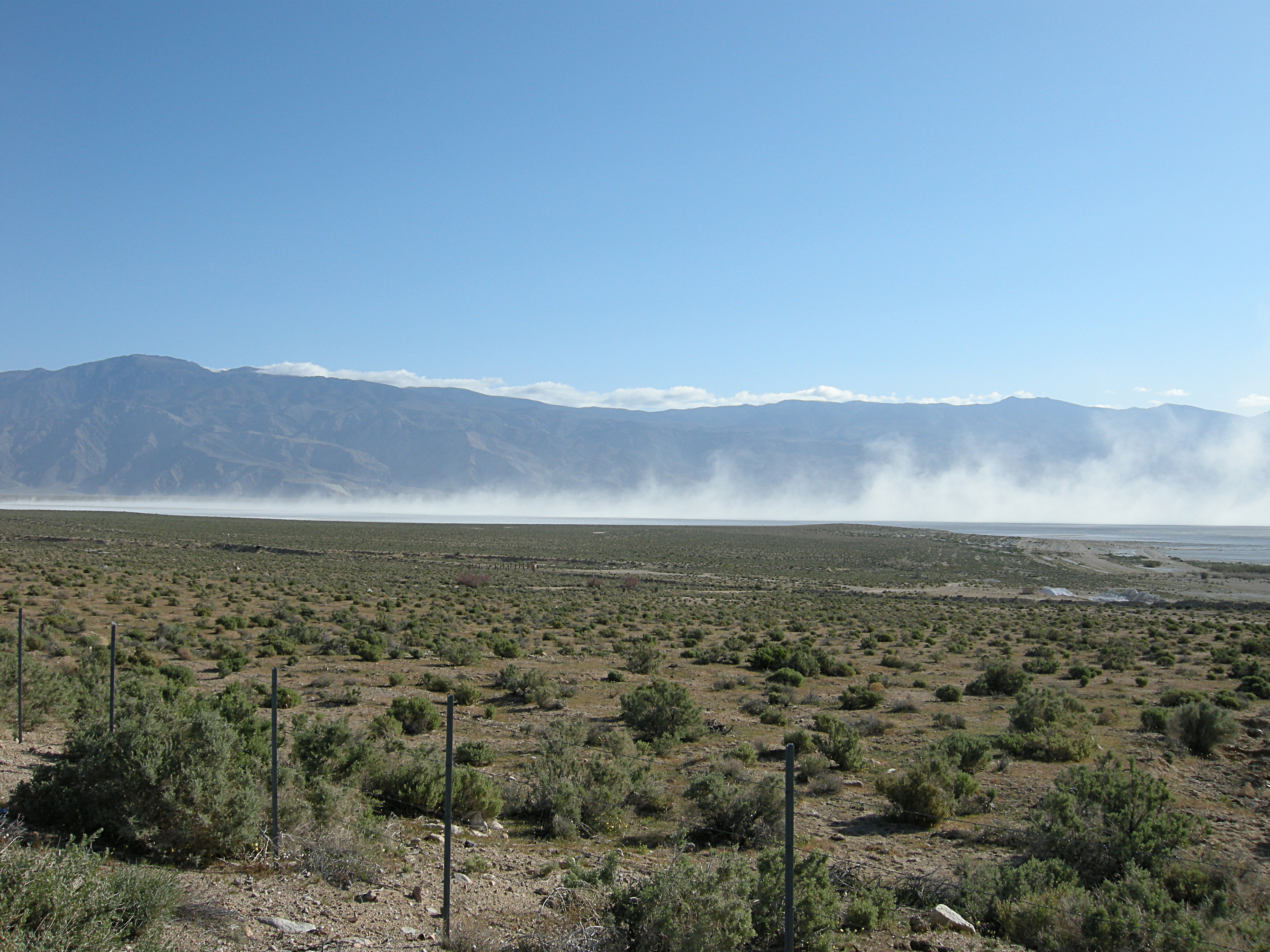
Durch einen Sturm aufgewirbelter alkalischer Staub am Owens Lake

Der Owens Lake ist ein großer, überwiegend ausgetrockneter See im US-Bundesstaat Kalifornien.

## Geografie
Der See befindet sich im südöstlichen Owens Valley und liegt etwa acht Kilometer südlich der Ortschaft Lone Pine. Östlich befindet sich der kleine Ort Keeler.

## Geschichte
Lange bildete der See mit dem Searles Lake und China Lake ein Seen-Trio. Der ehemalige Süßwassersee wurde bis etwa 1924 durch Wasser aus dem Owens River gespeist.
Ab 1913 begann die Ableitung des Wassers des Owens Rivers in den Los-Angeles-Aquädukt für die Trinkwasserversorgung des Großraums von Los Angeles und führte so zur Austrocknung des Sees. Die Oberfläche des trockenen Sees verursachte eine so große Staubbelastung der umliegenden Region, dass die Environmental Protection Agency in den 1990er Jahren erzwang, dass der Seeboden wieder soweit bewässert wird, dass sich eine Vegetationsdecke bildet, die die Winderosion stoppt. Seit 2001 verbleiben wieder 5 % Restwassermenge im Flussbett und werden auf dem Gebiet des Owens Lake versprüht. Weiteres Wasser stammt auch aus Grundwasservorkommen, kleineren Quellen oder ist Sickerwasser. Inzwischen ist der See salzig, was eine Veränderung der Lebensbedingungen verursachte. Aus dem Weltraum sieht man große rote Bereiche auf dem Gebiet des Sees, die auf Archaeen zurückzuführen sind, die auf Salzumgebungen spezialisiert sind.